# Провиденсьялес (аэропорт)
Международный аэропорт Провиденсьялес (англ. Providenciales International Airport), (ИАТА: PLS, ИКАО: MBPV) — гражданский аэропорт, расположенный на острове Провиденсьялес архипелага Теркс и Кайкос, входящего в Британские заморские территории. Управляется администрацией аэропортов островов Теркс и Кайкос. В настоящее время, аэропорт обслуживает около 12000 коммерческих авиарейсов в год. В 2014 году была проведена модернизация ВПП.

## Галерея
- Рулевая дорожка
- Стойки регистрации
- Самолет на ВПП